# Ferrari F80
Der Ferrari F80 ist ein Supersportwagen des italienischen Sportwagenherstellers Ferrari. Das Fahrzeug wurde am 17. Oktober 2024 vorgestellt. Der Wagen reiht sich als Nachfolger der Modelle 250 GTO, 288 GTO, F40, F50, Enzo Ferrari und LaFerrari ein. Die äußere Gestaltung orientiert sich an ästhetischen Elementen der Vorgänger. Die Stückzahl wird auf 799 Fahrzeuge begrenzt.
Trotz eines Grundpreises von 3,6 Millionen Euro überstiegen die Kaufanfragen die festgelegte Zahl der Exemplare.

## Karosserie
Der F80 ist 4,84 m lang und hat Schmetterlingstüren. Sein Dach besteht aus kohlenstofffaserverstärktem Kunstharz. Die Gestaltung der Radkästen, die mit der vertikalen Linie über die Türen hinausgehen, soll an den Ferrari F40 erinnern. Der Fahrer sitzt mehr in der Mitte des Fahrzeugs (1plus-Anordnung). Entsprechend der Zylinderzahl des Verbrennungsmotors hat die Motorhaube hinter dem Fahrgastraum sechs Luftauslässe. Der F80 hat einen aktiven Heckflügel, der während der Fahrt die Höhe und den Anstellwinkel verändert. Die Karosserie ist mit Titan-Schrauben am Chassis befestigt. Der Kofferraum fasst lediglich 35 Liter. Am Unterboden des Wagens befindet sich ein Luftkanal, um mehr Abtrieb zu erzeugen. Die Fahrzeugmasse liegt zu 42 Prozent auf der Vorder- und zu 58 Prozent auf der Hinterachse.

## Antriebssystem
Das Antriebskonzept ist angelehnt an jenes des Le-Mans-Rennwagens 499P. Es setzt sich zusammen aus einem V6-Ottomotor mit einem Zylinderbankwinkel von 120° und etwa drei Liter Hubraum (88 mm Bohrung, 82 mm Hub), Bi-Turbo-Aufladung, variabler Ventilöffnungszeit und Trockensumpfschmierung. Beide Turbolader werden, um innerhalb von Sekundenbruchteilen maximalen Ladedruck zu erzeugen, durch Elektromotoren zwischen Lader- und Verdichtergehäuse unterstützt. Der Verbrennungsmotor (900 PS Leistung bei 9000/min, 850 Nm Drehmoment bei 5550/min) hat eine spezifische Leistung von 221 kW (300 PS) pro Liter Hubraum. Er treibt die Hinterachse an und wird dabei von einem Elektromotor unterstützt (MGU (Motor Generator Unit)-K-Elektromotoraggregat), der zusätzliche 60 kW (81 PS) Leistung und 45 Nm Drehmoment liefert. Mit der MGU-H (Motor Generator United Heat) wandelt der Turbolader als Generatorantrieb ungenutzte Energie der Abgase in elektrische Energie um. Die V6-Motor- und die MGU-Technik werden auch in der Formel 1 verwendet. An der Vorderachse sorgen zwei weitere Elektromotoren zusammen für 284 PS und ein Drehmoment von 242 Nm. Mit allen Motoren zusammen hat der Wagen damit Allradantrieb. Die Elektromotoren werden von einer 800-Volt-Batterie versorgt.
Der Hersteller gibt die Beschleunigung aus dem Stand auf 100 km/h mit 2,15 s an. Die Höchstgeschwindigkeit liegt bei 350 km/h.

## Fahrwerk
Das Chassis besteht aus Verbundwerkstoffen mit Kohlenstofffasern, der vordere und hintere Hilfsrahmen aus Aluminium. Die Radaufhängung wurde aus der des Ferrari Purosangue weiterentwickelt und braucht keine Stabilisatoren. Ein Teil der Doppelquerlenker wird mittels 3D-Druck hergestellt. Für die Elektromotoren des aktiven Fahrwerks wird die 800-Volt-Batteriespannung zu 48 Volt gewandelt.
Die Bremsscheiben haben vorn einen Durchmesser von 40,8 cm und sechs Kolben pro Bremssattel, hinten 39 cm Durchmesser und vier Kolben pro Bremssattel. Die Bremsscheiben sind unter anderem für geringeren Verschleiß mit Siliziumkarbid (SiC) beschichtet. Damit steht der F80 aus 100 km/h in 28 Metern und aus 200 km/h in 98 Metern.

## Technische Daten
|                                             | F80                                                                |
| ------------------------------------------- | ------------------------------------------------------------------ |
| Bauzeitraum                                 | ab Ende 2025                                                       |
| Motorkenndaten                              |                                                                    |
| Motortyp                                    | V6-Ottomotor + 3 Elektromotoren                                    |
| Motoraufladung                              | Biturbo                                                            |
| Verdichtungsverhältnis                      | 9,5 : 1                                                            |
| Hubraum                                     | 2992 cm³                                                           |
| max. Leistung Verbrennungsmotor bei min−1   | 662 kW (900 PS) / 8750                                             |
| max. Leistung Elektromotor hinten           | 60 kW (81 PS)                                                      |
| max. Leistung Elektromotoren vorne          | je 105 kW (142 PS)                                                 |
| max. Systemleistung                         | 883 kW (1200 PS)                                                   |
| max. Drehmoment Verbrennungsmotor bei min−1 | 850 Nm / 5550                                                      |
| max. Drehmoment Elektromotor hinten         | 45 Nm                                                              |
| max. Drehmoment Elektromotoren vorne        | je 121 Nm                                                          |
| max. Systemdrehmoment                       | k. A.                                                              |
| Kraftübertragung                            |                                                                    |
| Antrieb                                     | Allradantrieb, Vorderachse elektrisch angetrieben                  |
| Getriebe, serienmäßig                       | 8-Gang-Doppelkupplungsgetriebe, Einganggetriebe an der Vorderachse |
| Messwerte                                   |                                                                    |
| Höchstgeschwindigkeit                       | 350 km/h                                                           |
| Beschleunigung, 0–100 km/h                  | 2,15 s                                                             |
| Beschleunigung, 0–200 km/h                  | 5,75 s                                                             |
| Trockengewicht                              | 1525 kg                                                            |
| Tankinhalt                                  | 63,5 l                                                             |
| Energieinhalt Hochspannungsbatterie         | 2,28 kWh                                                           |
| Kraftstoffverbrauch auf 100 km (kombiniert) | 13,5 l Super Plus                                                  |
| CO2-Emissionen (kombiniert)                 | 307 g/km                                                           |